# Dawnn Lewis
Dawnn Lewis est une actrice américaine née le 13 août 1961 à Brooklyn, New York (États-Unis).

## Filmographie
- 1988 : I'm Gonna Git You Sucka (en) de Keenen Ivory Wayans : Cheryl
- 1992 : Stompin' at the Savoy (TV) : Ella Fitzgerald
- 1992 : Mr. Cooper et nous ("Hangin' with Mr. Cooper") (série télévisée) : Robin Dumars (1992-1993)
- 1993 : Yuletide in the 'hood (TV) (voix)
- 1994 : A Cool Like That Christmas (TV) : Jarvis (voix)
- 1994 : Race to Freedom: The Underground Railroad (TV) : Minnie
- 1995 : Happily Ever After: Fairy Tales for Every Child (série télévisée) : Princess Senge (voix)
- 1996 : Spider-Man, l'homme-araignée (saison 3 : Spider-Man: Sins of the Fathers) (vidéo) : Detective Terri Lee (voix)
- 1996 : Bruno the Kid: The Animated Movie (vidéo) : Di Archer (voix)
- 1996 : C-Bear and Jamal (série télévisée) (voix)
- 1996 : Bruno the Kid (série télévisée) : Di Archer (voix)
- 1996 : The Cherokee Kid (en) de Paris Barclay (TV) : Stagecoach Mary, Love GAng
- 1997 : Sous pression (Bad Day on the Block) : Sandy Tierra
- 1998 : The Secret Files of the SpyDogs (série télévisée) : Additional Voices (voix)
- 1999 : The Wood : Woman in Cleaners
- 2000 : Le 10e Royaume ("The 10th Kingdom") (feuilleton TV) : Blabberwort the Troll
- 2001 : The Poof Point (TV) : Marigold Ballard
- 2001 : Nicolas
- 2002 : Before Now : Paula
- 2003 : Le Petit Monde de Charlotte 2 (Charlotte's Web 2: Wilbur's Great Adventure) (vidéo) : Bessie (voix)
- 2006 : The Adventures of Brer Rabbit (vidéo) : Mom (voix)
- 2008 : Les Frères Scott (TV) : Denise Fields
- 2012 : Let It Shine
- 2014 ... : Major Crimes (TV) : Patrice Perry (à partir de la saison 3)
- 2017 : This Is Us (TV)
- 2019 : Carmen Sandiego (TV) : le chef (voix)